# Schismatoglottis adoceta
Schismatoglottis adoceta är en kallaväxtart som beskrevs av S.Y.Wong. Schismatoglottis adoceta ingår i släktet Schismatoglottis och familjen kallaväxter. Inga underarter finns listade.